# بيرات ديمسيتي
بيرات ديمسيتي (19 فبراير 1993 بألبانيا - ) هو لاعب كرة قدم سويسري-ألباني في مركز الدفاع. شارك مع منتخب سويسرا تحت 18 سنة لكرة القدم ومنتخب سويسرا تحت 19 سنة لكرة القدم ومنتخب سويسرا تحت 20 سنة لكرة القدم ومنتخب سويسرا تحت 21 سنة لكرة القدم ومنتخب ألبانيا لكرة القدم. أما مع النوادي، فقد لعب مع أتالانتا ونادي زيورخ.

## وصلات خارجية
- بيرات ديمسيتي على موقع الاتحاد الدولي (مؤرشف)  (الإنجليزية)
- بيرات ديمسيتي على موقع الاتحاد الأوربي (الإنجليزية)
- بيرات ديمسيتي على موقع قاعدة بيانات كرة القدم.إي يو (الإنجليزية)
- بيرات ديمسيتي على موقع ليكيب (الفرنسية)
- بيرات ديمسيتي على موقع ناشيونال فوتبول تيمز (الإنجليزية)
- بيرات ديمسيتي على موقع Soccerbase.com (لاعب) (الإنجليزية)
- بيرات ديمسيتي على موقع Soccerway.com (الإنجليزية)
- بيرات ديمسيتي على موقع عالم كرة القدم.نت (الإنجليزية)
- بيرات ديمسيتي على موقع AS.com (الإسبانية)